# Institute of Cancer Research
El Institute of Cancer Research (ICR) és una universitat i un centre públic de recerca amb seu a Londres, Regne Unit, especialitzat en oncologia. És un col·legi constituent de la Universitat de Londres. Va ser fundat el 1909 com un departament de recerca de l'hospital Royal Marsden i es va unir a la Universitat de Londres en 2003. Ha estat responsable d'una sèrie de descobriments importants en temes de càncer.
L'ICR té dues seus: un a Chelsea, al centre de Londres, i un a Sutton, al sud-oest de Londres. El ICR rep estudiants i compta actualment amb al voltant de 340 estudiants. Juntament amb l'Hospital Royal Marsden el ICR forma el centre de recerques de càncer més gran a Europa.